# Вільяторо (Авіла)
Вільяторо (ісп. Villatoro) — муніципалітет в Іспанії, у складі автономної спільноти Кастилія-і-Леон, у провінції Авіла. Населення — 202 особи (2010).
Муніципалітет розташований на відстані близько 120 км на захід від Мадрида, 36 км на захід від Авіли.

## Демографія
Динаміка населення (INE ):

## Галерея зображень
- Центральна площа